# 문경역
문경역(聞慶驛)은 경상북도 문경시 문경읍 마원리에 있는 중부내륙선의 철도역이다.

## 연혁
- 1968년 12월 30일: 역사 준공
- 1969년 6월 20일: 보통역으로 영업 개시[1]
- 1986년 4월 15일: 무연탄도착화물(수입무연탄한) 취급역 지정[2]
- 1988년 1월 1일: 소화물 취급 중지[3]
- 1992년 3월 31일: 무연탄도착화물(수입무연탄 및 민수용무연탄) 도착취급역 지정[4]
- 1995년 4월 1일: 영업 중지(단, 5월 31일까지 저탄된 무연탄 수송을 위해 화물열차가 운행하였음)[5]
- 1999년 1월 23일: 관광열차 운행 개시(비정기)
- 2000년 12월 31일: 관광열차 운행 중지
- 2006년 하반기: 역사 철거[6]
- 2013년 12월 19일: 문경역 레일바이크 개업
- 2024년 11월 30일 : 여객취급 재개 및 현 위치로 이전

## 역 구조

### 승강장
| ↑연풍    |
| \| ２ \| |
| 시.종착  |

| 1 | 중부내륙선 | KTX | 충주 · 판교 방면 |
| 2 | 중부내륙선 | KTX | 시.종착          |

## 역 주변
- 문경새재
- 문경새재 나들목
- 문경새재도립공원
- 문경 그랜드리조트
- 문경버스터미널

## 인접한 역
| 중부내륙선     | 중부내륙선     | 중부내륙선 |
| -------------- | -------------- | ---------- |
| 연풍 판교 방면 | KTX 중부내륙선 | 시·종착역  |